# François Viète
François Viète (en latín, Franciscus Vieta) fue un abogado y matemático francés (Fontenay-le-Comte, 1540-París, 1603).
Se le considera uno de los principales precursores del álgebra. Fue el primero en representar los parámetros de una ecuación mediante letras, siendo un destacado precursor de la utilización del álgebra en criptografía, lo que le permitió descodificar los mensajes cifrados de la Corona Española.
François Viète también fue conocido en su época como súbdito del rey, reconocido por su lealtad y competencia. Fue consejero privado de los reyes de Francia, Enrique III y de Enrique IV.

## Biografía

### Una vida al servicio del rey
Hijo de un procurador, Viète estudió derecho en Poitiers. En 1560, se convirtió en abogado en Fontenay-le-Comte. Se le confiaron importantes asuntos, en particular la liquidación de las tierras en la región de Poitou de la viuda de Francisco I y los intereses de María Estuardo, reina de Escocia.
En 1564, pasó al servicio de la casa de Soubise como secretario particular encargado de defender los intereses de la familia. También pasó a ser preceptor de Catherine de Parthenay, con la que seguirá unido toda su vida. Se movió en los círculos de la aristocracia calvinista más conocida, de tal manera, que conoció a los principales jefes Coligny y Enrique I de Borbón (Príncipe de Condé), y también a Juana III de Navarra, reina de Navarra y al hijo de esta, Enrique de Navarra, futuro Enrique IV.
En 1571, pasó a ser abogado en el Parlamento de París, y se le nombró consejero en el Parlamento de Rennes en 1573. En 1576, entró al servicio del rey Enrique III, quien le encomendó una misión especial. En 1580, pasó al servicio exclusivo del rey en el Parlamento de París.
También en 1580, Viète se encargó de un importante pleito que opuso al duque de Nemours con Françoise de Rohan, y que se falló en beneficio de esta última. Esto le valió el odio de la Liga Católica, que conseguirá en 1584 que se le aparte de sus funciones. Enrique de Navarra redactó varias cartas en favor de Viète, intentando que recuperara su puesto al servicio del rey, pero no se le escuchó. Viète dedicó esos años, apartado de la vida política, a las matemáticas.
Expulsado de París en 1589, tras la jornada de las barricadas, el 12 de mayo de 1588, Enrique III se vio obligado a refugiarse en Blois. Por eso, hizo un llamamiento a los oficiales reales para que se reunieran con él en Tours antes del 15 de abril de 1589. A esto, Viète respondió a este llamamiento entre los primeros.
Tras la muerte de Enrique III, Viète pasa a formar parte del consejo privado de Enrique IV, quien lo admira mucho por su talento matemático. A partir de 1594, se encarga exclusivamente de descifrar los códigos secretos enemigos, tarea que venía desarrollando desde 1580.
En 1590, Enrique IV había hecho pública una carta del comendador Moreo al rey de España. El contenido de dicha carta, que Viète había descifrado, revelaba que el jefe de la Liga en Francia, el duque de Mayenne, aspiraba a convertirse en rey en lugar de Enrique IV. Esta publicación puso en una situación delicada al duque de Mayenne y favoreció el desarrollo de las guerras de religión.
El memorándum que redactó en 1603, poco antes de morir, sobre cuestiones de criptografía dejó obsoletos los métodos de cifrado de su época.
Enfermo, dejó el servicio del rey en 1602 y murió en 1603.

## Trabajos matemáticos

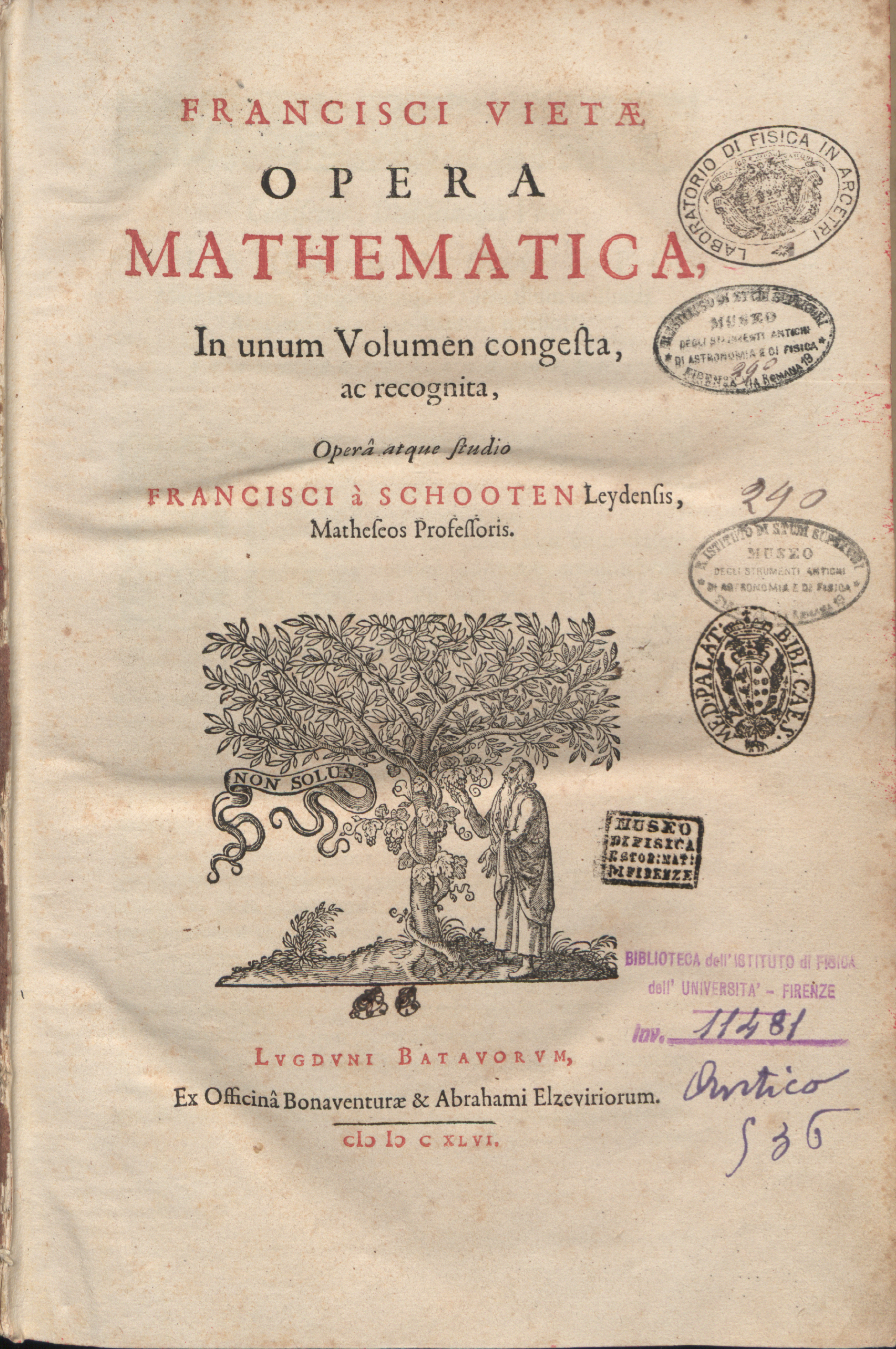
Opera, 1646

### La logística especiosa
Los matemáticos del Renacimiento se sentían continuadores de las matemáticas griegas, que son fundamentalmente geometría. En la época de Viète el álgebra, derivada de la aritmética, se percibe solo como un catálogo de reglas. Algunos matemáticos, entre los que se cuenta Cardano en 1545, utilizaban razonamientos geométricos para justificar métodos algebraicos.

Así, la geometría parecía ser un instrumento seguro, y potente para resolver cuestiones algebraicas, pero la utilización del álgebra para resolver problemas geométricos parecía mucho más problemática. Y, sin embargo, esa era la propuesta de Viète.
A partir de 1591, Viète, que era muy rico, empezó a publicar a sus expensas la exposición sistemática de su teoría matemática, a la que llama logística especiosa (de specis: símbolo) o arte del cálculo mediante símbolos, por oposición a la logística numerosa, (Cálculo con números). 
La logística especiosa procede en tres tiempos:
- En un primer tiempo, se anotan todas las magnitudes presentes, así como sus relaciones, utilizando un simbolismo adecuado que Viète había desarrollado. A continuación, se resume el problema en forma de ecuación. Viète llama a esta etapa la zetética. Escribe las magnitudes conocidas como consonantes (B, D, etc.) y las magnitudes desconocidas como vocales (A, E, etc.).

- El análisis porístico permite a continuación transformar y discutir la ecuación. Se trata de encontrar una relación característica del problema, el porisma, a partir de la cual se pueda pasar a la siguiente etapa.

- En la última etapa, el análisis rético, volvemos al problema inicial del que exponemos una solución por medio de una construcción geométrica basada en el porisma.

Entre los problemas que Viète aborda con este método, hay que citar la resolución completa de las ecuaciones de segundo grado de forma {\displaystyle ax^{2}+bx=c} y de las ecuaciones de tercer grado de forma {\displaystyle x^{3}+ax=b} con {\displaystyle a} y {\displaystyle b} positivos (Viète pone los cambios de variable sucesivos: {\displaystyle x={\frac {a}{3X}}-X} y {\displaystyle Y=X^{3}} llevándolo de ese modo a una ecuación de segundo grado).

### Posteridad de la logística especiosa
La logística especiosa tuvo una posteridad muy limitada. Viète no era el primero que proponía la notación de cantidades desconocidas con letras. Además, sus notaciones matemáticas son muy pesadas, y su desarrollo algebraico, que no consigue separar con claridad álgebra y geometría hace necesario un largo desarrollo en los problemas más complejos. Su álgebra se olvidó pronto, apartada por la geometría cartesiana.
Sin embargo fue el primero que introdujo la notación para los datos de un problema (y no solo para las incógnitas), y se dio cuenta de la relación existente entre las raíces y los coeficientes de un polinomio.
La principal originalidad de Viète consistió en afirmar el interés de los métodos algebraicos y en tratar de hacer una exposición sistemática de dichos métodos. No dudó en afirmar que gracias al álgebra se podrán resolver todos los problemas (Nullum non problema solvere).

### ElApollonius Gallus
Viète se vio mezclado en varias polémicas científicas. La más famosa de ellas la cuenta Tallemant des Réaux en estos términos:
« En los tiempos de Enrique IV, un holandés, llamado Adrianus Romanus, sabio en matemáticas, aunque no tanto como él creía, escribió un libro en el que planteaba un problema para que todos los matemáticos de Europa intentaran resolverlo; además, en una parte de su libro nombraba a todos los matemáticos destacables de Europa, y no había ni un solo francés. Ocurrió poco tiempo después que un embajador de los Estados se encontró con el rey en Fontainebleau. El rey gustó en enseñarle todas las curiosidades, y le mencionaba las gentes notables que había en cada profesión en su reino. "Pero, Sire, le dijo el embajador, no tenéis ningún matemático, ya que Adrianus Romanus no menciona a un solo francés en el catálogo que hace". "Al contrario, dijo el rey, tengo un hombre excelente: que vayan a buscar a M. Viète". M. Viète había seguido al consejo, y se hallaba en Fontainebleau; acudió. El embajador había enviado a buscar el libro de Adrianus Romanus. Se le enseñó el problema a M. Viète, que se colocó en una de las ventanas de la galería en la que entonces estaban, y antes de que el rey saliera, escribió dos soluciones con lápiz. Por la noche envió varias soluciones más a dicho embajador, añadiendo que le daría tantas como quisiera, ya que era uno de esos problemas cuyas soluciones son infinitas. »
Adriano Romano pedía resolver una ecuación de grado 45 en la que Viète reconoció inmediatamente como solución la cuerda de un arco de 8°. Determinó a continuación las otras 22 soluciones positivas, las únicas admisibles en aquella época.
En 1595, Viète publica su respuesta a Adriano Romano. Concluyó proponiéndole resolver el último problema de un tratado perdido de Apolonio, a saber: encontrar un círculo tangente a tres círculos dados. Adriano Romano propondrá una solución haciendo uso de la intersección de dos hipérbolas, lo que Viète no consideró adecuado al método de los antiguos (esperaba una solución "con regla y compás").
Viète publicó su propia solución en 1600, en el Apollonius Gallus. Reconoce que el número de soluciones depende de la posición relativa de los tres círculos y expone las once situaciones resultantes (aunque ignora los casos singulares, como círculos confundidos, tangentes entre sí, que Descartes tratará). Esta resolución tendrá una repercusión casi inmediata en Europa, y proporcionará a Viète la admiración de numerosos matemáticos a través de los siglos.
Más adelante, Adriano Romano visitará a Viète en Fontenay-le-Comte, y entre ambos se forjó una buena amistad. Su trabajo completo fue publicado póstumamente en 1607 por Paolo Sarpi.

### Otros trabajos
En 1593, publicó su octavo libro de las respuestas variadas en la que vuelve sobre los problemas de la trisección del ángulo (que reconoce está unido a una ecuación de tercer grado), de la cuadratura del círculo, de la construcción del heptágono regular, etc.
El mismo año, partiendo de consideraciones geométricas y por medio de cálculos trigonométricos que dominaba, descubre el primer producto infinito de la historia de las matemáticas que daba una expresión de π:
{\displaystyle \pi =2\times {\frac {2}{\sqrt {2}}}\times {\frac {2}{\sqrt {2+{\sqrt {2}}}}}\times {\frac {2}{\sqrt {2+{\sqrt {2+{\sqrt {2}}}}}}}\times {\frac {2}{\sqrt {2+{\sqrt {2+{\sqrt {2+{\sqrt {2}}}}}}}}}\times \cdots }
Proporcionó 10 decimales exactos de π recurriendo al método de Arquímedes que, ayudándose de un polígono de 393.216 lados ({\displaystyle 6\cdot 2^{16}}), es claramente más sencillo que múltiples extracciones de raíces a raíces.

## Eponimia
- El cráter lunar Vieta lleva este nombre en su memoria.[6]
- El asteroide (31823) Viète también conmemora su nombre.[7]
- El salto de Vieta, un método de resolución de ecuaciones diofánticas y cuadráticas con raíces enteras.